# Candidatul manciurian (film din 2004)
Candidatul manciurian sau Candidatul altora (en. The Manchurian Candidate) este un film american din 2004, regizat de Jonathan Demme, scenariul bazat pe romanul omonim din 1959 scris de Richard Condon și este un remake a filmului din 1962.
În film joacă Denzel Washington în rolul lui Bennett Marco, un luptător tenace și virtuos; Liev Schreiber este Raymond Shaw, un reprezentant american din New York, implicat în manipulări, tehnici de spălare a creierului, în scopul de a deveni candidat la psotul de vice-președinte al Statelor Unite, Jon Voight este Tom Jordan, un senator american  și contracandidat și Meryl Streep este Eleanor Shaw, de asemenea senator și mamă manipulatoare și nemiloasă a lui Raymond Shaw.

## Povestea
În timpul războiului din Golf, sergentul Raymond Shaw se pare că își salvează colegii de la moarte în momentul când superiorul său, căpitanul Ben Marco, era inconștient. După ani de zile, Raymond Shaw devine candidat la funcția de vicepresedinte. Bennett Marco se zbate însă în incertitudini și începe o investigație pentru a afla ce s-a întâmplat cu adevărat în ziua aceea. Cineva incearcă sa-l oprească sa afle adevarul, oameni nevinovați, care ar putea să-i ofere mici detalii, mor în jurul lui și o teorie a conspirației prinde contur.

## Distribuția
- Denzel Washington este maiorul Bennett Ezekiel Marco
- Meryl Streep este senatorul Eleanor Prentiss Shaw
- Liev Schreiber este Congresmenul Raymond Prentiss Shaw
- Kimberly Elise este agentul FBI Eugenie Rose
- Jon Voight este senatorul Thomas Jordan
- Vera Farmiga este Jocelyne Jordan
- Jeffrey Wright este Al Melvin
- Simon McBurney este Dr. Atticus Noyle
- Bruno Ganz este Delp
- David Keeley este Agent Evan Anderson
- Ted Levine este colonelul Howard
- Miguel Ferrer este Colonelul Garret
- Dean Stockwell este Mark Whiting
- Jude Ciccolella este David Donovan
- Tom Stechschulte este guvernatorul de Nebraska Robert "Bob" Arthur
- Pablo Schreiber este Eddie Ingram
- Anthony Mackie este Robert Baker III
- Robyn Hitchcock este Laurent Tokar
- Obba Babatunde este senatorul Wells
- Zeljko Ivanek este Vaughn Utly

## Aprecieri
Filmul din 2004 a fost cotat 81% de Rotten Tomatoes.
Filmul este cotat ca R pentru violență și limbaj.